# 天门山街道
天门山街道，是中华人民共和国安徽省芜湖市镜湖区下辖的一个乡镇级行政单位。

## 行政区划
天门山街道下辖以下地区：
香苑社区、杏园社区、红星社区、香格里拉社区和广福社区。